# Mausoleo de Arystan Bab
El Mausoleo de Arystan Bab (en kazajo: Арыстан баб кесенесі) es un mausoleo en Kazajistán cerca de las aldeas de Kogam y Otrartobe. Una leyenda afirma que el Emir Tamerlán ordenó la construcción de una mezquita en el sitio de la tumba de Khoja Akhmet Yassawi pero todos los intentos fueron infructuosos. Entonces Tamerlán contó que en un sueño se le dijo que para tener éxito debía primero construir un mausoleo sobre la tumba del místico Arystan Baba.
El mausoleo data del siglo XIV y está construido sobre la tumba de Arystan Baba del siglo XII, pero fue reconstruido varias veces hasta el siglo XVIII. En el siglo XVIII el mausoleo anterior, que había sido destruido por un terremoto fue sustituido por un doble estructura en forma de cúpula sostenida por dos columnas de madera tallada. La mayor parte de la estructura actual fue construida en la primera década del siglo XX.